# خفاش الحذوة المتوسطي
خفاش الحذوة المتوسطي (Rhinolophus euryale) هو نوع من الخفافيش من عائلة الحذوة، يسمى بخفاش الحذوة المتوسطي نسبةً لمنطقة تواجده على سواحل البحر الأبيض المتوسط ويتواجد هذا الخفاش أيضاً في أجزاء من إيطاليا والبلقان. يتراوح طول جناحه ما بين 300-320 ملم ووزنه بين 8-17.5 غم. لونه في العادة يكون رمادي غامق ويعيش في الغابات عند المناطق الرطبة وفي الجبال والكهوف ويتغذى على الفراشات والحشرات الصغيرة.